# Ancylonyx vittatus
Ancylonyx vittatus är en skalbaggsart som beskrevs av Macleay 1887. Ancylonyx vittatus ingår i släktet Ancylonyx och familjen Melolonthidae. Inga underarter finns listade i Catalogue of Life.